# Ne t'éloigne pas
Ne t'éloigne pas (Stay close dans l'édition originale en anglais) est un roman policier américain de Harlan Coben publié en 2012.
Le roman est traduit en français par Roxane Azimi. 
En 2021, une adaptation du roman sous forme de série télévisée est lancée sur la plateforme Netflix. 

## Résumé
Megan Pierce vit son rôle d'épouse et mère de famille après avoir tiré un trait sur sa vie dissolue de danseuse strip-teaseuse à Atlantic City, dix-sept ans plus tôt. Elle garde le secret sur le sort de Stewart Green, disparu la même nuit qu'elle, avec Ray Levine, son petit-ami de l'époque, photographe de guerre traumatisé par cette nuit.
Mais une nouvelle disparition dix-sept ans jour pour jour après celle de Stewart Green réveille les souvenirs de Megan, Ray et du lieutenant Broome, qui recherche toujours la vérité sur le sort de Stewart Green. Rapidement, les nouveaux indices indiquent que les deux affaires sont liées.

## Personnages
- Megan Pierce : de son vrai prénom Maygin, ancienne strip-teaseuse sous le pseudonyme de "Cassie" qui a changé de vie la nuit de la disparition de Stewart Green
- Ray Levine : photographe travaillant comme faux paparazzi, ex-petit-ami de "Cassie"
- lieutenant Broome : policier poursuivant l'affaire de la disparition de Stewart Green

## Éditions imprimées
Édition originale américaine
- (en) Harlan Coben, Stay Close, New York, Signet, 2013, 480 p. (ISBN 978-0-451-23396-7)

Éditions françaises
- Harlan Coben (trad. de l'anglais par Roxane Azimi), Ne t'éloigne pas [« Stay Close »], Paris, France Loisirs, juin 2012, 416 p. (ISBN 978-2-298-05650-1)

## Adaptations
Ne t'éloigne pas a été adapté en mini-série de 8 épisodes pour Netflix, sous le même nom. L'intrigue a été déplacée au Royaume-Uni. Elle a été mise en ligne en décembre 2021.